# Abanico submarino

Los abanicos abisales en un esquema general de medios sedimentarios.

Un abanico submarino es una acumulación de sedimentos, generalmente profunda (abanico abisal), que se crea en el fondo marino al pie del talud continental, relacionados con desembocaduras de ríos o cañones submarinos. Es la versión submarina del abanico aluvial. Tiene forma de cono, con el ápice en la desembocadura del cañón submarino. Sobre ellos pueden formarse valles y cañones submarinos. También pueden unirse varios cuando las desembocaduras de los ríos que los causan están cercanas.
Los mayores abanicos abisales son los formados por los ríos de la cordillera del Himalaya, y los del Nilo y Misisipi.

## Formación
Se forman por las corrientes submarinas. Los ríos arrastran sedimentos a la plataforma continental, donde se depositan las partículas más grandes. Las pequeñas continúan en suspensión hundiéndose más lejos, y formando una gruesa capa. Con los años, estas capas de sedimentos se vuelvan inestables, propensas a provocar avalanchas submarinas. El flujo de agua proveniente del río crea corrientes turbias ricas en sedimentos, que son la causa de la formación de cañones submarinos. La mezcla de arena, fragmentos de roca y arcilla es más densa que el agua circundante, formando una corriente, corriente de turbidez o turbidítica, que se desplaza por gravedad y se  deposita en las zonas más profundas. Los sedimentos así formados se denominan turbiditas.

## Elementos arquitectónicos del abanico abisal

### Cañones
Los cañones canalizan corrientes de flujo turbidítico cargadas de sedimentos en el borde y talud la plataforma continental. Estos canales submarinos pueden tener tamaño variable.

## Grandes abanicos submarinos

### Abanico abisal de Bengala
Está en el norte del golfo de Bengala, producido por los ríos Ganges y Brahmaputra. Es el mayor depósito de sedimentos del mundo, al que se le calculan 4.000.000 km³, y que avanza por el fondo marino casi 2.000 km, con un ancho de varios km.

### Abanico abisal del Indo
Similar al de Bengala pero de tamaño menor, se ha formado en el mar Arábigo, en la desembocadura del Indo. 